# مارک گودهال
مارک گودهال (انگلیسی: Marc Goodfellow؛ زادهٔ ۲۰ سپتامبر ۱۹۸۱) بازیکن فوتبال اهل بریتانیا است.
از باشگاه‌هایی که در آن بازی کرده‌است می‌توان به باشگاه فوتبال استوک سیتی، باشگاه فوتبال برتون آلبیون، باشگاه فوتبال کولچستر یونایتد، باشگاه فوتبال کینگز لین تاون، باشگاه فوتبال سوانزی سیتی، باشگاه فوتبال بارو، باشگاه فوتبال بری، باشگاه فوتبال کیدرمینستر هاریرس، باشگاه فوتبال گریمزبی تاون، باشگاه فوتبال گرزلی، باشگاه فوتبال وورکساپ تاون، باشگاه فوتبال بریستول سیتی، باشگاه ورزشی وستمانایا، باشگاه فوتبال باسفورد یونایتد، و باشگاه فوتبال پورت ویل اشاره کرد.